# Alberto Pestalozza
Alberto Pestalozza (* 1851 in Turin; † 8. Juni 1934 in Turin) war ein italienischer Komponist.
Alberto Pestalozza komponierte Operetten und Lieder. 1898 schrieb er mit Ciribiribin einen Welterfolg.